# Speedski-Weltmeisterschaften 2019
Die Speedski-Weltmeisterschaften 2019 fanden vom 21. bis 24. März 2019 in Vars (Frankreich) statt. Vars war nach 2009 und 2013 zum dritten Mal Gastgeber von Speedski-Weltmeisterschaften.

## Änderungen
Zur Weltcup-Saison 2018 wurden die Rennen in den Klassen SDH und SDH Junior zu FIS-Rennen umgewandelt. Folglich wurden auch bei den Weltmeisterschaften keine Titel mehr in diesen Klassen vergeben.

## Teilnehmer
Es nahmen 55 Teilnehmer aus 16 Ländern teil.
| Europa (14 Länder)                                                              | Europa (14 Länder)                                                                         |
| ------------------------------------------------------------------------------- | ------------------------------------------------------------------------------------------ |
| - Belgien - Deutschland - Finnland - Frankreich - Irland - Italien - Österreich | - Russland - Schweden - Schweiz - Slowakei - Spanien - Tschechien - Vereinigtes Königreich |
| Amerika (1 Land)                                                                |                                                                                            |
| - Vereinigte Staaten                                                            |                                                                                            |
| Asien (1 Land)                                                                  |                                                                                            |
| - Japan                                                                         |                                                                                            |

## Medaillenspiegel
| Platz | Nation     | Gold | Silber | Bronze | Gesamt |
| ----- | ---------- | ---- | ------ | ------ | ------ |
| 01    | Schweden   | 1    | 1      | —      | 2      |
| 02    | Italien    | 1    | —      | 1      | 2      |
| 03    | Frankreich | —    | 1      | —      | 1      |
| 04    | Österreich | —    | —      | 1      | 1      |
| Total | Total      | 2    | 2      | 2      | 6      |

## Strecke
Sämtliche Wettbewerbe fanden auf der Piste Chabrière statt.
| Streckenname               | Chabrière |
| Seehöhe Start              | 2720 m    |
| Seehöhe Ziel               | 2285 m    |
| Höhendifferenz             | 435 m     |
| Streckenlänge gesamt       | 1200 m    |
| Streckenlänge Wertung      | 670 m     |
| max. Gefälle               | 98 %      |
| Durchschnittliches Gefälle | 55 %      |

## Ergebnis Herren
| Platz | Land | Sportler             | Geschwindigkeit (km/h) |
| ----- | ---- | -------------------- | ---------------------- |
| 01    | ITA  | Simone Origone       | 228,86                 |
| 02    | FRA  | Simon Billy          | 227,99                 |
| 03    | AUT  | Klaus Schrottshammer | 226,84                 |
| 04    | FRA  | Bastien Montes       | 226,70                 |
| 05    | FIN  | Jukka Viitasaari     | 225,00                 |
| 06    | RUS  | Mikhail Shumilin     | 224,43                 |
| 07    | AUT  | Manuel Kramer        | 222,77                 |
| 08    | CZE  | Radek Cermak         | 222,08                 |
| 09    | ITA  | Ivan Origone         | 221,53                 |
| 10    | SUI  | Philippe May         | 221,13                 |
| 11    | GER  | Marc Amann           | 220,09                 |

Titelverteidiger:  Bastien Montes
42 Fahrer in der Wertung

## Ergebnis Damen
| Platz | Land | Sportler               | Geschwindigkeit (km/h) |
| ----- | ---- | ---------------------- | ---------------------- |
| 01    | SWE  | Britta Backlund        | 221,26                 |
| 02    | SWE  | Lisa Hovland-Udén      | 220,31                 |
| 03    | ITA  | Valentina Greggio      | 218,31                 |
| 04    | AUT  | Nicole Schmidhofer     | 217,78                 |
| 05    | FRA  | Célia Martinez         | 216,08                 |
| 06    | FRA  | Clea Martinez          | 208,45                 |
| 07    | SUI  | Seraina Murk           | 207,97                 |
| 08    | FRA  | Karine Dubouchet Revol | 206,77                 |
| 09    | SWE  | Hanna Matslofva        | 196,50                 |
| 10    | FRA  | Lisa Fournet Fayard    | 191,28                 |

Titelverteidiger:  Valentina Greggio
Elf Fahrerinnen in der Wertung